# Astrodaucus
- Commons
- Wikispecies

Astrodaucus é um género botânico pertencente à família Apiaceae.